# Cercopidae
Cercopidae es la familia más numerosa de Cercopoidea, insectos hemípteros que se alimentan del xilema de las plantas. Los estadios inmaduros, ninfas, se protegen cubriéndose de una secreción espumosa que parece saliva.

## Géneros

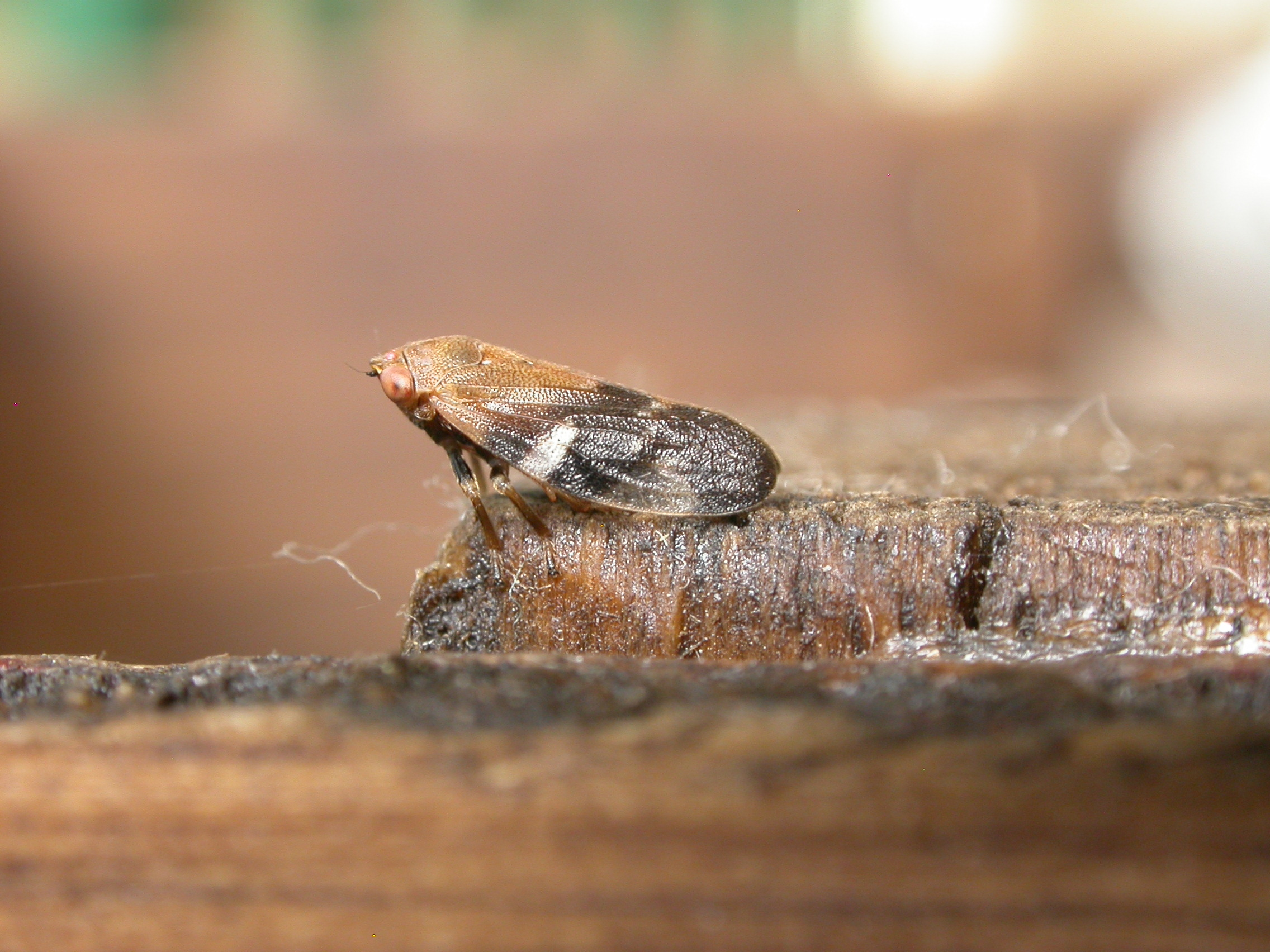
Anyllis leiala

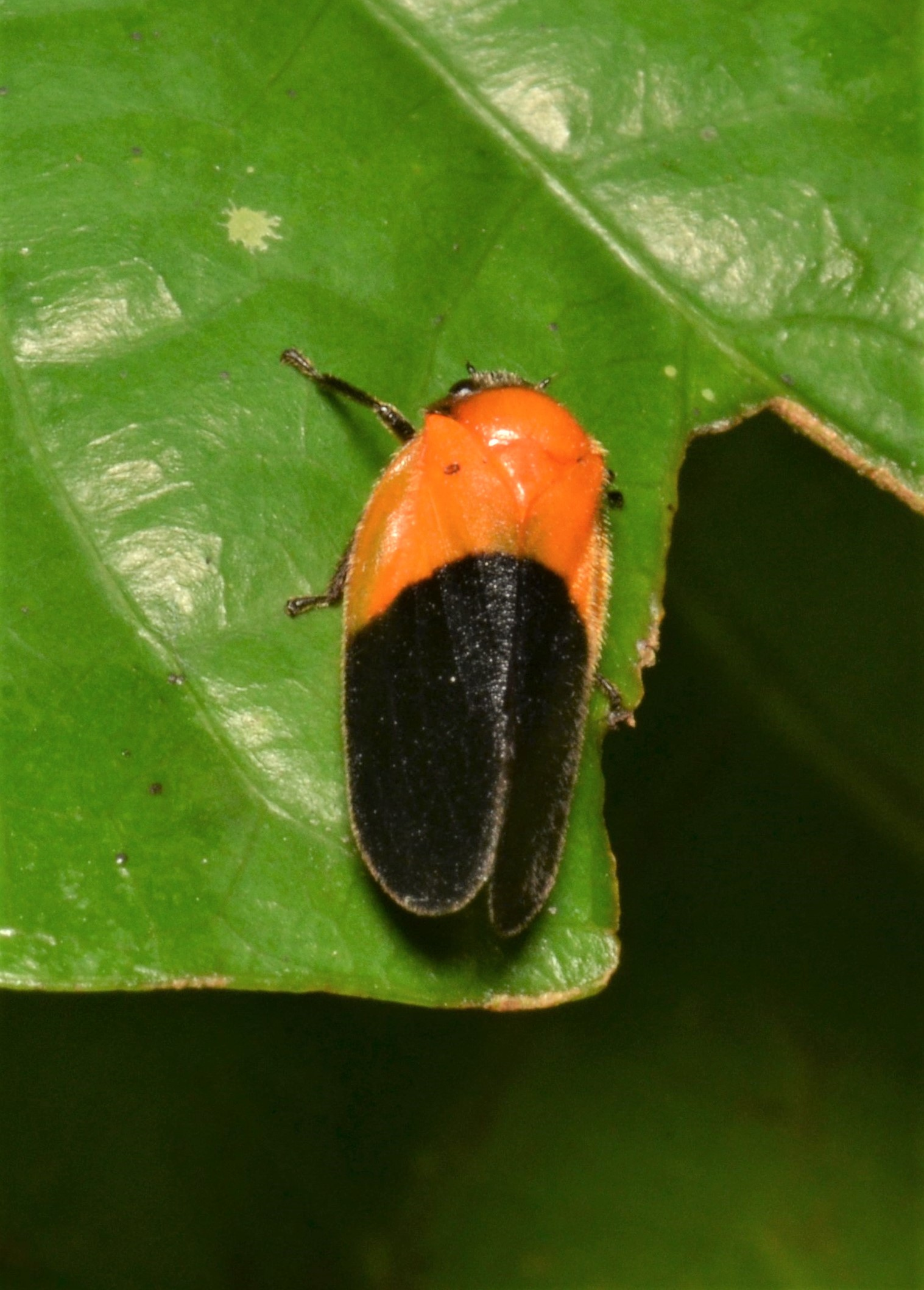
Leptataspis' sp.

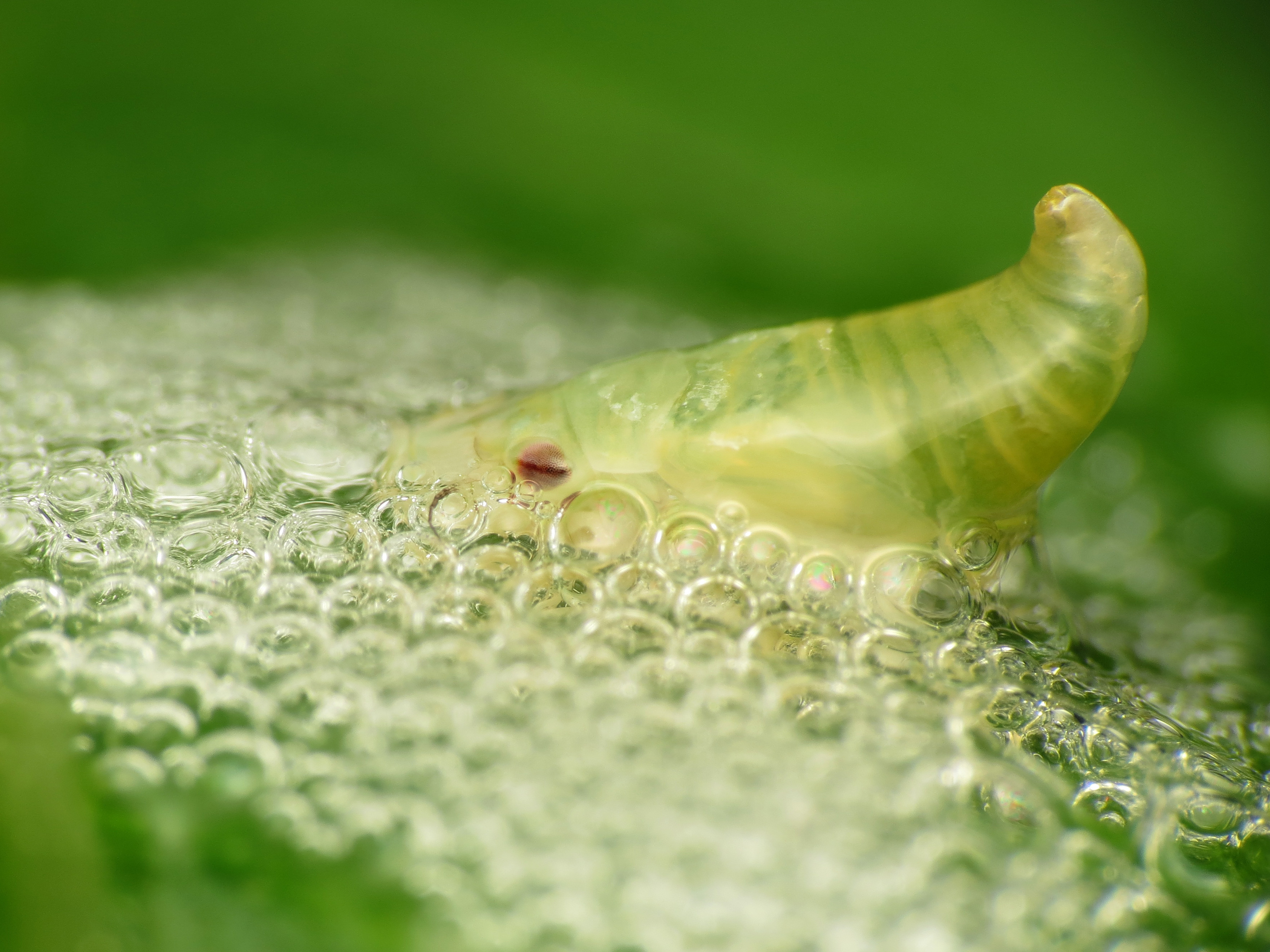
Ninfa parcialmente cubierta de espuma

### A-C
- Abidama Distant, 1908
- Aeneolamia Fennah, 1949
- †Allocercopis Lin, 1997
- Alluaudensia Lallemand, 1920
- Amberana Distant, 1908
- Ambonga Melichar, 1915
- Anoplosnastus Schmidt, 1910
- Anyllis Kirkaldy, 1906
- Aracamunia Fennah, 1968
- Aufidus Stål, 1863
- Augustohahnia Schmidt, 1920
- Baetkia Schmidt, 1920
- Baibarana Matsumura, 1940
- Bandisia Stål, 1866
- †Berro Szwedo, 2019
- Blötea Lallemand, 1957
- Bourgoinrana Soulier-Perkins, 2012
- Bradypteroscarta Lallemand, 1949
- Callitettix Stål, 1865
- Caloscarta Breddin, 1903
- Carachata Carvalho & Sakakibara, 1989
- Carpentiera Lallemand, 1954
- Catrimania Fennah, 1968
- Cercopicesa Koçak & Kemal, 2008
- Cercopis Fabricius, 1775
- †Cercopites Scudder, 1890
- Chinana Lallemand, 1927
- Choconta Fennah, 1979
- †Cicadellites Heer, 1853
- Clypeocarta Lallemand & Synave, 1955
- Colsa Walker, 1857
- Considia Stål, 1865
- Cosmoscarta Stål, 1869

### D-F

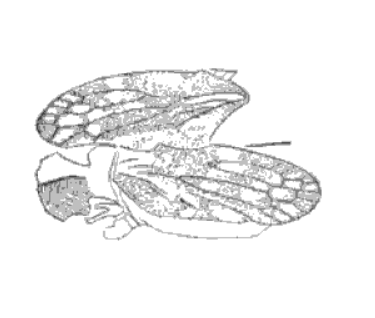
†Dawsonites veter
1895 illustration

- †Dawsonites Scudder, 1895
- Delassor Fennah, 1949
- Deois Fennah, 1949
- Deoisella Costa & Sakakibara, 2002
- Dulitana Lallemand, 1939
- Ectemnocarta Lallemand, 1939
- Ectemnonotops Schmidt, 1910
- Ectemnonotum Schmidt, 1909
- †Eocercopidium Zeuner, 1944
- Eoscarta Breddin, 1902
- Eubakeriella Lallemand, 1923
- Euglobiceps Lallemand, 1923
- Euryaulax Kirkaldy, 1906
- Euryliterna Blöte, 1957
- Ferorhinella Carvalho & Webb, 2004
- Funkhouseria Lallemand, 1938

### G-I
- Guarania Nast, 1950
- Gynopygocarta Lallemand, 1930
- Gynopygoplax Schmidt, 1909
- Haematoloma Haupt, 1919
- Haematoscarta Breddin, 1903
- Helioscarta Lallemand, 1956
- Hemiaufidus Schmidt, 1920
- Hemibandusia Schmidt, 1920
- Hemicercopis Schmidt, 1920
- Hemieoscarta Lallemand, 1949
- Hemiliterna Lallemand, 1949
- Hemiplagiophleboptena Lallemand, 1949
- Hemitomaspis Lallemand, 1949
- Hemitrichoscarta Lallemand & Synave, 1961
- Hemitriecphora Lallemand, 1949
- Heteroliterna Lallemand, 1949
- Homalogrypota Schmidt, 1920
- Homalostethus Schmidt, 1910
- Huaina Fennah, 1979
- Hyalotomaspis Lallemand, 1949
- Hyboscarta Jacobi, 1908
- Iphirhina Fennah, 1968
- Ischnorhina Stål, 1869
- Isozulia Fennah, 1953

### J-L
- Jacobsoniella Melichar, 1914
- Janssensia Lallemand, 1954
- Jeanneliensia Lallemand, 1920
- Kanaima Distant, 1909
- Kanoscarta Matsumura, 1940
- Kanozata Matsumura, 1940
- Korobona Distant, 1909
- Kotozata Matsumura, 1940
- Kuscarta Matsumura, 1940
- Laccogrypota Schmidt, 1920
- Lamprochlamys Fennah, 1966
- Lehina Melichar, 1915
- Leptataspis Schmidt, 1910
- Leptoliterna Lallemand, 1949
- Leptynis Jacobi, 1921
- Lieftinckana Lallemand & Synave, 1955
- Liorhinella Haglund, 1899
- Literna Stål, 1866
- †Lithecphora Scudder, 1890
- Locris Stål, 1866
- Locrites Scudder, 1890
- Luederwaldtia Schmidt, 1922
- Lujana Lallemand, 1954

### M-O
- Machadoa Lallemand & Synave, 1952
- Mahanarva Distant, 1909
- Makonaima Distant, 1909
- Marcion Fennah, 1951
- Maxantonia Schmidt, 1922
- †Megacercopis Cockerell, 1925
- Megastethodon Schmidt, 1910
- Mioscarta Breddin, 1901
- Monecphora Amyot & Serville, 1843
- Moultoniella Lallemand, 1923
- Neocercopis Lallemand, 1932
- Neolaccogrypota Lallemand, 1924
- Neomonecphora Distant, 1909
- Neoporpacella Lallemand & Synave, 1961
- Neosphenorhina Distant, 1909
- Nesaphrogeneia Kirkaldy, 1907
- Nesaulax Jacobi, 1917
- †Nisocercopis Lin, 1977
- Notozulia Fennah, 1968
- Okiscarta Matsumura, 1940
- Olcotomaspis Lallemand, 1949
- Opistharsostethus Schmidt, 1911
- Orodamnis Fennah, 1953
- Orthorhinella Schmidt, 1910
- Oxymegaspis Schmidt, 1911

### P-R
- Pachacanthocnemis Schmidt, 1910
- Pachypterinella Lallemand, 1927
- †Palecphora Scudder, 1890
- Panabrus Fennah, 1953
- Paphnutius Distant, 1916
- Paracercopis Schmidt, 1925
- †Parafitopteryx Martins-Neto, 1989
- Paraliterna Lallemand, 1949
- Paralocris Lallemand, 1949
- Paramioscarta Lallemand, 1949
- Paramonecphora Lallemand & Synave, 1954
- Parapisidice Lallemand, 1949
- Petyllis Kirkaldy, 1906
- Phlebarcys Schmidt, 1910
- Phymatostetha Stål, 1870
- Pisianax Jacobi, 1921
- Pisidice Jacobi, 1912
- Plagiophleboptena Schmidt, 1910
- Poeciloterpa Stål, 1870
- Pogonorhinella Schmidt, 1910
- Porpacella Schmidt, 1910
- †Prinecphora Scudder, 1890
- Prosapia Fennah, 1949
- Pseudaufidus Blöte, 1957
- Pseudeoscarta Lallemand, 1933
- Pseudocercopis Schmidt, 1920
- Pseudomachaerota Melichar, 1915
- Radioscarta Lallemand, 1923
- Rhinastria Kirby, 1891
- Rhinaulax Amyot & Serville, 1843

### S-U
- Schistogonia Stål, 1869
- Serapita Schmidt, 1909
- Simeliria Schmidt, 1909
- Simorhina Jacobi, 1908
- Sphenoclypeana Lallemand & Synave, 1952
- Sphenorhina Amyot & Serville, 1843
- Stenaulophrys Jacobi, 1921
- †Stenecphora Scudder, 1895
- †Stenolocris Scudder, 1895
- Straelenia Lallemand & Synave, 1955
- Suracarta Schmidt, 1909
- Synavea Lallemand, 1955
- Tadascarta Matsumura, 1940
- Tapaiuna Fennah, 1968
- Telogmometopius Jacobi, 1921
- Thoodzata Distant, 1908
- Tiodus Nast, 1950
- Tomaspis Amyot & Serville, 1843
- Tomaspisina Distant, 1909
- Tomaspisinella Lallemand, 1927
- Trichoscarta Breddin, 1902
- Triecphorella Nast, 1933
- Tropidorhinella Schmidt, 1910
- Typeschata Schmidt, 1920

### V-Z
- Vigilantius Distant, 1916
- Villiersana Lallemand, 1942
- Vorago Fennah, 1949
- Zuata Fennah, 1968
- Zulia Fennah, 1949